# Arrondissement de Franzburg-Barth

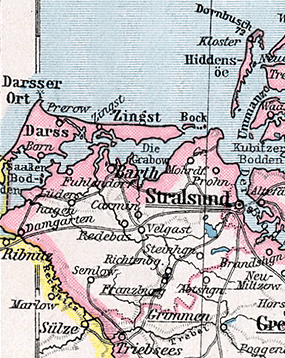
Le territoire de l'arrondissement en 1905

L'arrondissement de Franzburg-Barth (avant 1928 arrondissement de Franzburg, à partir de 1945 arrondissement de Stralsund) est un arrondissement de la province prussienne de Poméranie et depuis 1946 de l'état de Mecklembourg-Poméranie-Occidentale de la zone d'occupation soviétique et de l'Allemagne de l'Est, qui a existé entre 1818 et 1952. L'ancien arrondissement fait maintenant partie de l'arrondissement de Poméranie-Occidentale-Rügen dans le Mecklembourg-Poméranie occidentale.

## Géographie
L'arrondissement forme la pointe la plus à l'ouest de la Poméranie et les environs de la ville de Stralsund. Il se trouve sur la côte de la mer Baltique et comprend les péninsules de Zingst et de Darß (mais pas le Fischland (de) appartenant au Mecklembourg), l'île de Bock et l'archipel de Kleine Werder (de), ainsi que les zones aquatiques de la chaîne de baies de Darß-Zingst (de) (Saal (de), Bodtstedt (de) et Barth (de) et Grabow (de)). À l'est, le territoire de l'arrondissement s'étend jusqu'au Strelasund, qui sépare le continent poméranien de l'île de Rügen.
À l'ouest, la Recknit constitue une frontière naturelle du district. Là, l'arrondissement est limitrophe de Mecklembourg-Schwerin et, à partir de 1933, de l'arrondissement de Rostock (de) de l'état unifié de Mecklembourg. Au sud, l'arrondissement borde l'arrondissement poméranien de Greifswald (de) et à l'est la ville indépendante de Stralsund.

## Histoire

### Royaume de Prusse
Toujours sous domination suédoise, la Nouvelle-Poméranie-Antérieure est divisé en quatre bureaux (suédois : Härade) de Bergen, Franzburg, Greifswald (de) et Grimmen en 1806. La Nouvelle-Poméranie-Occidentale, qui est tombée dans le giron de la Prusse en octobre 1815 et fait partie de la province de Poméranie, devient en 1818 le district de Stralsund. Les bureaux suédois formés en 1806 sont devenus des arrondissements prussiens. L'arrondissement comprend les villes de Barth, Damgarten, Franzburg, Richtenberg et Stralsund ainsi que leurs environs ruraux. Le bureau de l'arrondissement est à Franzburg.
En 1871, il comprend cinq villes, 34 communes et 152 districts de domaine indépendants. En 1873, la ville de Stralsund quitte l'arrondissement de Franzburg et forme dès lors son propre arrondissement urbain.

### État libre de Prusse
Le 1er octobre 1925, le bureau de l'arrondissement est transféré de Franzburg à Barth. Après un incendie dans l'ancien bureau d'arrondissement de Franzburg, des discussions politiques ont lieu sur le futur siège de l'arrondissement. Lors de la réunion décisive du conseil d'arrondissement, Franzburg n'est pas en mesure de s'affirmer contre les emplacements alternatifs de Barth et Stralsund en conservant le bureau de l'arrondissement dans la ville. Barth obtient le contrat en tant que nouvel emplacement du bureau de l'arrondissement. Le 1er février 1928, l'arrondissement de Franzburg reçoit le nom de Franzburg-Barth.
Le 30 septembre 1929, une réforme territoriale a lieu dans l'arrondissement de Franzburg-Barth, comme dans le reste de l'État libre de Prusse, dans laquelle tous les districts de domaine indépendants sauf un sont dissous et attribués aux communes voisines. Le 1er octobre 1932, le district de Stralsund est dissous et rattaché au district de Stettin.

### État du Mecklembourg
En 1945, l'administration du l'arrondissement est transférée à la ville de Stralsund et le nom de l'arrondissement est changé en arrondissement de Stralsund. L'arrondissement appartient désormais au nouvel État de Mecklembourg par les autorités d'occupation soviétiques, qui, en plus du Mecklembourg, comprend également les parties de la Poméranie-Occidentale restées allemandes après la séparation des territoires de l'Allemagne de l'Est.
Le 1er octobre 1945, la commune d'Ahrenshoop est rattachée à l'arrondissement de Rostock (de). Le 1er octobre 1948, la commune insulaire de Hiddensee est transférée de l'arrondissement de Rügen à l'arrondissement de Stralsund.

### RDA/District de Rostock
Lors de la première des réformes des arrondissements en RDA, le 1er juillet 1950, l'arrondissement cède la ville de Damgarten et les communes de Daskow, Kückenhagen, Langendamm, Saal et Tempel à l'arrondissement de Rostock. Une réforme administrative majeure a lieu en Allemagne de l'Est en 1952, dissolvant les cinq États et les remplaçant par 14 districts et la plupart des districts par des districts plus petits. Le district de Stralsund est également dissous:
- La commune insulaire de Hiddensee est rattachée au nouveau arrondissement de Bergen (de).
- La moitié ouest de l'arrondissement, avec des parts de l'arrondissement dissolu de Rostock, forment le nouveau arrondisement de Ribnitz-Damgarten (de).
- La moitié orientale du district, ainsi que des parties de l'arrondissement dissous de Grimmen, forment le nouveau arrondissement de Stralsund-Campagne (de).
- Les nouveaux arrondissements de Bergen, Ribnitz-Damgarten et Stralsund-Campagne sont affectés au nouveau district de Rostock, comme toutes les régions côtières du Mecklembourg et de la Poméranie-Occidentale.

### Mecklembourg-Poméranie-Occidentale à partir de 1990
À l'exception des communes incorporées à Stralsund, l'ancien territoire de l'arrondissement appartient depuis 1994 à l'arrondissement de Poméranie-Occidentale-du-Nord, qui à l'époque est formé des arrondissements de Stralsund, Ribnitz-Damgarten et Grimmen, et depuis 2011, il appartient entièrement à l'arrondissement de Poméranie-Occidentale-Rügen.

## Évolution de la démographie
| Année | Habitants | Source |
| ----- | --------- | ------ |
| 1816  | 42 165    | [ 5 ]  |
| 1846  | 59 550    | [ 6 ]  |
| 1871  | 71 195    | [ 1 ]  |
| 1890  | 40 860    | [ 7 ]  |
| 1900  | 41 704    | [ 7 ]  |
| 1910  | 42 189    | [ 7 ]  |
| 1925  | 45 721    | [ 7 ]  |
| 1933  | 44 569    | [ 7 ]  |
| 1946  | 90 655    | [ 8 ]  |

## Administrateurs de l'arrondissement
- 1818–1838 Carl von Sodenstierna[9]
- 1838-1844 Carl Reinhold von Krassow
- 1856-1866 Robert Eduard von Hagemeister
- 1867-1869 Ulrich von Behr-Negendank
- 1869–1872 Bolko zu Stolberg-Wernigerode (de)
- 1873-1888 Heinrich von Brockhausen (de)
- 1889-1906 Hans Dietrich von Zanthier (de)
- 1907-1912 Conrad von Wedemeyer (de)
- 0 0 0 0 von Stumpfeld
- 1919-1925 Albert Bülow
- 1925 –9999 Franz Albrecht Medicus (de)
- 1925-1929 Lange
- 1929-1930 Heinrich Rönneburg (de)
- 1930-1932 Siegfried Bröse (de)
- 1932–1934 Gerhard Doerksen (de)
- 1934-1939 Volkmar Hopf (de)
- 1939-1942 Adalbert Boettcher
- 1942 –9999 Kurt Wellenkamp (de)
- 1942-1945 Hans von Holstein

## Constitution communale jusqu'en 1945
Depuis le XIXe siècle, l'arrondissement de Franzburg est divisé en villes, en communes rurales et en districts de domaine. Avec l'introduction de la loi constitutionnelle prussienne sur les communes du 15 décembre 1933 ainsi que le code communal allemand du 30 janvier 1935, le principe du leader est appliqué au niveau municipal. Une nouvelle constitution d'arrondissement n'est plus créée; Les règlements de l'arrondissement pour les provinces de Prusse-Orientale et Occidentale, de Brandebourg, de Poméranie, de Silésie et de Saxe du 19 mars 1881 restent applicables.

## Villes et communes

### Situation en 1939
En 1939, l'arrondissement de Franzburg-Barth comprend quatre villes, 72 autres communes et un district forestier non constitué en commune.
| - Ahrenshagen - Ahrenshoop - Altenhagen - Altenpleen - Bartelshagen - Barth, ville - Bodstedt - Born - Bresewitz - Buchholz - Buschenhagen - Damgarten, ville - Daskow - Diwitz - Drechow - Eixen - Franzburg, ville - Fuhlendorf - Grenzin | - Groß Kordshagen - Groß Mohrdorf - Gruel - Grün Kordshagen - Günz - Hermannshagen Dorf - Hermannshagen Haide - Hermannshof - Hugoldsdorf - Jakobsdorf - Karnin - Kavelsdorf - Kenz - Klausdorf - Kramerhof - Krummenhagen - Kückenhagen - Kummerow - Küstrow | - Langendamm - Langenhanshagen - Lassentin - Lendershagen - Lüdershagen - Lüssow - Martensdorf - Michaelsdorf - Millienhagen - Müggenburg - Negast - Neubauhof - Neuendorf - Niepars - Oebelitz - Pantelitz - Papenhagen - Preetz - Prerow | - Prohn - Pruchten - Pütte - Redebas - Richtenberg, ville - Saal - Saatel - Schlemmin - Schuenhagen - Semlow - Steinhagen - Tempel - Trinwillershagen - Velgast - Weitenhagen - Wendorf - Wieck - Wiepkenhagen - Zingst |

Le district de domaine non constitué en commune de Forst Born est situé sur la péninsule de Zingst.

### Communes dissoutes avant 1939
- Alt Lendershagen et Neu Lendershagen fusionnent pour former Lendershagen
- Eichholz à Buchholz
- Rubitz, à Kenz
- Sundische Wiesen, le 1er avril 1939 à Müggenburg

### Changements de nom
Quelques changements mineurs dans les noms de lieux sont documentés, ils affectent principalement l'orthographe C/K, comme à Cummerow (depuis 1935 Kummerow) ou Carnin (aujourd'hui Karnin).

## Personnalités liées à l'arrondissement
- Paul Rée (1849-1901), philosophe né à Neu Bartelshagen.